# لورا نادر
لورا نادر (بالإنجليزية: Laura Nader)‏ (المولودة في عام 1930) هي عالمة أنثروبولوجيا أمريكية. تشغل نادر منصب أستاذة الأنثروبولوجيا بجامعة كاليفورنيا في بيركلي منذ عام 1960. وقد كانت أول امرأة تحصل على منصب استثنائي في هذا القسم. وهي أيضًا أخت الناشط الأمريكية، والمدافع عن المستهلك، ومرشح الانتخابات من خارج الحزبين الرئيسين بشكل متكرر رالف نادر، فضلاً عن الناشط المجتمعي شفيق نادر.

## بدايات حياتها وتعليمها
نادر من مواليد وينستيد في كونيتيكت. امتلك والدها ناثرا مطعمًا/متجرًا في كونيتيكت، والذي كان بمثابة مكان للكثير من المناقشات السياسية. بينما كانت والدتها روز معلمة ذات اهتمام قوي بالعدالة، وتعبّر عن آرائها في رسائل إلى الصحافة. خدم كل من شقيقها الأكبر المتوفى شفيق، وشقيقتها الأكبر سنًا كلير، وشقيقها الأصغر رالف في مهن عامة. قام جمال نكرومة (2005) بتسليط الضوء على الدكتورة نادر في الأخبار الأسبوعية عبر الإنترنت من مصر، وعلق على ولائها لأبيها الذي هاجر من لبنان لأسباب سياسية قائلًا: «تشبه نادر أبيها كثيرًا. وشقيقها الأكبر هو أول من اقترح أن تطالع الأنثروبولوجيا أثناء الجامعة».
حصلت نادر على درجة البكالوريوس في دراسات أمريكا اللاتينية من كلية ويلز في أورورا، نيويورك عام 1952. وحصلت على الدكتوراه في الأنثروبولوجيا من كلية رادكليف في هارفارد في عام 1961 تحت إشراف كلايد كلوكهوهن. شملت دراستها العمل الميداني في قرية زابوتيك في واهاكا في المكسيك، ثم في جنوب لبنان.

## أبحاثها
تشمل مجالات اهتمام نادر الإثنوغرافيا المقارنة للقانون وحل النزاعات، والصراع، وتنظيم الأسرة المقارن، وأنثروبولوجيا العقليات المهنية، وإثنولوجيا الشرق الأوسط، والمكسيك، وأمريكا اللاتينية والولايات المتحدة المعاصرة. شاركت نادر في العديد من المؤتمرات، وفي تحديد اتجاه دراسة القانون في المجتمع كجزء منه وليس بشكل معزول ومنفصل عن المؤسسات الإنسانية الأخرى، والتي يجب أن تأخذ هذا المسار أثناء تطورها. حررت نادر ونشرت مقالات من هذه المؤتمرات بالإضافة إلى تأليف العديد من الكتب حول أنثروبولوجيا القانون، وهو ما يجعلها واحدة من أكثر الشخصيات المؤثرة في تطوير هذا المجال. كما عملت أستاذاً زائراً في كليات الحقوق بجامعة ييل، وستانفورد، وهارفارد. كما درّست دورة مشتركة في كلية الحقوق في بوالت في الستينيات.
يركز بعض عملها على حل النزاعات في قرية زابوتك التي درستها. لاحظت نادر أن الناس يواجهون بعضهم البعض وجهاً لوجه على نطاق شخصي. يسعى القضاة لإيجاد حلول متوازنة بدلاً من وضع كامل اللوم على طرف واحد. تعتقد نادر أن هذا يعكس المجتمع، ونظامه الاقتصادي، وهيكله الهرمي، وأي مؤسسة أخرى، أو متغير آخر. بينما في المقابل، تجد أن الصراع في الولايات المتحدة يتصاعد في كثير من الأحيان إلى اللوم المستقطب والعنف. قد تكون مجموعة الأشخاص التي قد يحتاج الشخص إلى مواجهتها كبيرة، وغير شخصية، وأكثر قوة منهم. وتخلص إلى أن أنواع القضايا التي يقدمها الناس إلى المحكمة، تعكس مناطق التوتر في الهيكل الاجتماعي للمجتمع.

### أيديولوجية التآلف
ومع ذلك، كتبت نادر حول «أيديولوجية التآلف» بشكل كبير، وهي أيديولوجية تتركز حول الاعتقاد بأن وجود صراع هو بالضرورة أمر سيء، أو مختل وظيفيًا؛ وأن المجتمع الصحي هو المجتمع الذي يحقق الانسجام بين الناس، ويقلل من الصراع والمواجهة. وقد جادلت في كتابها «أيديولوجية التآلف» بأن أيديولوجية التآلف قد انتشرت بين الشعوب المُستعمرَة حول العالم من قبل المبشرين قبل (كما أن هذا سهل) استعمارهم العسكري، وأن الزابوتيك استخدموها بطريقة «مضادة للهيمنة» من خلال الحفاظ على مظهر التآلف (بينما في الواقع كانوا منشغلين بالكثير من الدعاوى القضائية) لمنع الحكومة المكسيكية من التدخل في استقلاليتها النسبية. جادلت نادر أيضًا بأن أيديولوجية التآلف كانت أساسًا مهمًا للأفكار التي لا أساس لها والتي تطورت في الولايات المتحدة منذ الستينيات حول «انفجار التقاضي»، ولتطوير تسوية النزاعات البديلة كوسيلة لنقل ما يسمى «بالقضايا القذرة» (مثل قضايا الحقوق المدنية التي ظهرت حديثًا في الستينيات) من قاعة المحكمة إلى ساحة تشدد على الانسجام، والتوافق، ولغة علاجية قائمة على الحديث عن الظلم.

## وصلات خارجية
- لورا نادر على موقع IMDb (الإنجليزية)